# Pablo Chavarría

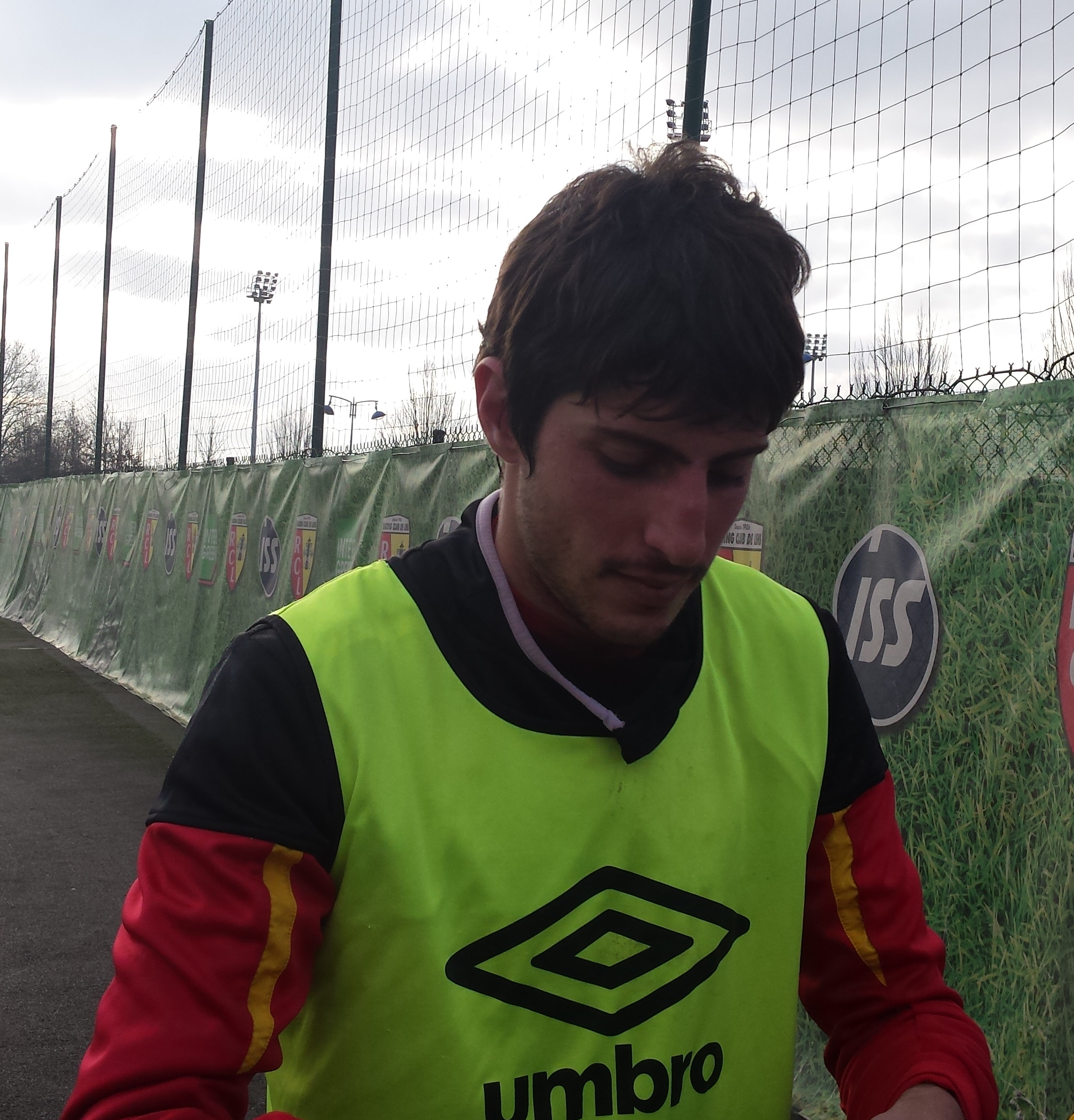
Chavarria en RC Lens en 2014.

Pablo Chavarría (Las Perdices, provincia de Córdoba, Argentina, 2 de enero de 1988) es un futbolista profesional argentino que juega en la posición de delantero en el Racing de Córdoba de la  Primera Nacional, segunda división del fútbol argentino.

## Trayectoria

### Inicios
Sus comienzos se remontan al baby fútbol, desde muy pequeño participaba de torneos oficiales, en la categoría representaba a San Lorenzo de su pueblo natal y más adelante a River Plate de Villa María.
A los 14 años por medio de un representante fue a probarse internacionalmente, más precisamente en el F. C. Sochaux-Montbéliard de Francia, donde superó la prueba pero decidió volverse a su país, luego de un mes por problemas familiares.
Ya en el año 2003 se incorporó a las divisiones inferiores de Belgrano de Córdoba, pasando por distintas categorías hasta que a principios del 2008 fue convocado para el plantel superior, pero una rotura de ligamento en la pretemporada hizo demorar seis meses su aparición en primera.
Finalmente, el 8 de septiembre de 2008, a sus 20 años, hizo su debut oficial en el equipo, fue contra Chacarita Juniors en la cancha de Belgrano de Córdoba Estadio Gigante de Alberdi ingresando a los 41 del segundo tiempo en reemplazo de Mario Pacheco. Desde entonces tuvo continuidad en el equipo y se ganó un lugar como titular, primeramente como delantero central y luego como segunda punta. Su primer gol fue el 12 de octubre de 2008 frente Aldosivi en condición de visitante. En tal año, Pablo Chavarría fue reconocido como mejor jugador cordobés del momento. Sus goles mejores fueron ante los considerados clásicos cordobeses, frente a Instituto -en dos oportunidades- y a Talleres.

### Su traspaso al fútbol europeo
Tras jugar varias temporadas en Belgrano de Córdoba , no pudo ascender con el club a Primera División y su buen nivel haría inminente su salida. En junio de 2010 es cuando pasa al fútbol europeo por ser contratado por el Anderlecht de Bélgica firmando contrato hasta el año 2014 por una suma de 1,1 millones de euros. También era pretendido por el Toulouse F. C. y América de México.
Integraba planilla del club belga junto a excompañeros de Belgrano como Matías Suárez y Pier Barrios.
Su primer gol en el Anderlecht fue para un encuentro perteneciente a la Copa de Bélgica.
A comienzos del año 2011 fue cedido a préstamo al club K. A. S. Eupen para tener la continuidad que no tenía en el Anderlecht, club al que pertenece.
Luego de una campaña aceptable con el Eupen, arriba al KV Kortrijk para seguir siendo evaluado. En este último club salió subcampeón de la Copa Bélgica. En muchos encuentros supo ocupar la posición de extremo derecho. Luego, en julio de 2013 lo compró el Racing Club de Lens donde adquirió el número 11 (mismo número que utilizaba en Belgrano).
En el Racing Club de Lens, con el que consiguió el ascenso en la 2013-14, marcó 10 goles en 32 partidos de Liga. En la siguiente, ya en la máxima categoría de la liga francesa, anotó 7 en 31 encuentros, insuficientes para evitar el descenso. 
En su último año en el Lens, en Ligue 2, hizo 4 tantos y repartió 5 asistencias. 
En verano de 2016 firmó por el Stade de Reims, en el que estuvo tres temporadas. Su mejor nivel se vio en la segunda temporada, cuando marcó 14 goles en 38 partidos.
Durante la temporada 2019-20 llegó a España para firmar en el R. C. D. Mallorca de la Primera División, en la que actuó en 15 choques, 13 en liga y 2 en Copa del Rey, con el que no llegó a celebrar ningún gol. 
El 28 de septiembre de 2020, tras rescindir su contrato con el R. C. D. Mallorca, firma por el Málaga C. F. de la Segunda División por una temporada.

## Estadísticas
Actualizado al último partido disputado el 15 de febrero de 2024.
| Club                  | Div.          | Temporada     | Liga  | Liga  | Copas nacionales | Copas nacionales | Copas internacionales | Copas internacionales | Total | Total |
| Club                  | Div.          | Temporada     | Part. | Goles | Part.            | Goles            | Part.                 | Goles                 | Part. | Goles |
| --------------------- | ------------- | ------------- | ----- | ----- | ---------------- | ---------------- | --------------------- | --------------------- | ----- | ----- |
| Belgrano Argentina    | 2.ª           | 2008-09       | 31    | 6     | —                | —                | —                     | —                     | 31    | 6     |
| Belgrano Argentina    | 2.ª           | 2009-10       | 31    | 5     | —                | —                | —                     | —                     | 31    | 5     |
| Belgrano Argentina    | 1.ª           | 2023          | 6     | 0     | 2                | 0                | —                     | —                     | 8     | 0     |
| Belgrano Argentina    | 1.ª           | 2024          | 4     | 0     | 1                | 0                | 3                     | 2                     | 7     | 2     |
| Belgrano Argentina    | Total club    | Total club    | 72    | 11    | 3                | 0                | 3                     | 2                     | 77    | 13    |
| Anderlecht · Bélgica  | 1.ª           | 2010-11       | 5     | 1     | 1                | 1                | 2                     | 0                     | 8     | 2     |
| Anderlecht · Bélgica  | Total club    | Total club    | 5     | 1     | 1                | 1                | 2                     | 0                     | 8     | 2     |
| AS Eupen · Bélgica    | 1.ª           | 2010-11       | 9     | 4     | 0                | 0                | —                     | —                     | 9     | 4     |
| AS Eupen · Bélgica    | Total club    | Total club    | 9     | 4     | 0                | 0                | 0                     | 0                     | 9     | 4     |
| KV Kortrijk · Bélgica | 1.ª           | 2011-12       | 37    | 5     | 7                | 0                | —                     | —                     | 44    | 5     |
| KV Kortrijk · Bélgica | 1.ª           | 2012-13       | 28    | 6     | 5                | 2                | —                     | —                     | 33    | 8     |
| KV Kortrijk · Bélgica | Total club    | Total club    | 65    | 11    | 12               | 2                | 0                     | 0                     | 77    | 13    |
| RC Lens Francia       | 2.ª           | 2013-14       | 32    | 10    | 6                | 1                | —                     | —                     | 38    | 11    |
| RC Lens Francia       | 1.ª           | 2014-15       | 31    | 7     | 2                | 0                | —                     | —                     | 33    | 7     |
| RC Lens Francia       | 2.ª           | 2015-16       | 28    | 4     | 0                | 0                | —                     | —                     | 28    | 4     |
| RC Lens Francia       | Total club    | Total club    | 91    | 21    | 8                | 1                | 0                     | 0                     | 99    | 22    |
| Reims Francia         | 2.ª           | 2016-17       | 27    | 7     | 2                | 0                | —                     | —                     | 29    | 7     |
| Reims Francia         | 2.ª           | 2017-18       | 38    | 14    | 2                | 0                | —                     | —                     | 40    | 14    |
| Reims Francia         | 1.ª           | 2018-19       | 30    | 5     | 2                | 0                | —                     | —                     | 32    | 5     |
| Reims Francia         | Total club    | Total club    | 95    | 26    | 6                | 0                | 0                     | 0                     | 101   | 26    |
| Mallorca · España     | 1.ª           | 2019-20       | 13    | 0     | 2                | 0                | —                     | —                     | 15    | 0     |
| Mallorca · España     | 1.ª           | 2020-21       | 0     | 0     | 0                | 0                | —                     | —                     | 0     | 0     |
| Mallorca · España     | Total club    | Total club    | 13    | 0     | 2                | 0                | 0                     | 0                     | 15    | 0     |
| Málaga · España       | 1.ª           | 2020-21       | 21    | 4     | —                | —                | —                     | —                     | 21    | 4     |
| Málaga · España       | 1.ª           | 2021-22       | 15    | 0     | 1                | 0                | —                     | —                     | 16    | 0     |
| Málaga · España       | 1.ª           | 2022-23       | 24    | 5     | 1                | 0                | —                     | —                     | 25    | 5     |
| Málaga · España       | Total club    | Total club    | 60    | 9     | 2                | 0                | 0                     | 0                     | 62    | 9     |
| Total carrera         | Total carrera | Total carrera | 410   | 83    | 34               | 4                | 2                     | 0                     | 449   | 89    |

## Palmarés

### Títulos nacionales
| Título               | Club           | País    | Año     |
| -------------------- | -------------- | ------- | ------- |
| Supercopa de Bélgica | RSC Anderlecht | Bélgica | 2010    |
| Supercopa de Bélgica | RSC Anderlecht | Bélgica | 2011    |
| Ligue 2              | Reims          | Francia | 2017-18 |